# Liste des commanderies templières dans la Vienne

Blason de la Vienne

| Cette liste recense toutes les commanderies et maisons de l'ordre du Temple présentes dans le département français de la Vienne. |

## Commanderies
: Cet édifice a été classé au titre des monuments historiques.
| Commanderie  | Commune       | Observations                                                                  |
| ------------ | ------------- | ----------------------------------------------------------------------------- |
| Auzon        | Châtellerault | ,                                                                             |
| Les Moulins  | Bournand      | [ 3 ]                                                                         |
| Montgauguier | Maisonneuve   | [ 4 ]                                                                         |
| Les Roches   | Lusignan      | Domus Templi de Roches, de Rochis juxta Lezigniacum, de Rochos prope Pictavam |
| Rouflac      | Haims         | Templarii Rofflac (1263), Meson do Temple de Roflac (1278)                    |

| Localisation dans la Vienne (Liens vers les articles correspondants)                                                          |
| --- |
| \| Charente Deux-Sèvres Haute-Vienne Indre Indre-et-Loire Maine-et-Loire Auzon Les Moulins Montgauguier Les Roches Rouflac \| |
| Charente Deux-Sèvres Haute-Vienne Indre Indre-et-Loire Maine-et-Loire Auzon Les Moulins Montgauguier Les Roches Rouflac       |